# Papa's Got a Brand New Bag (album)
Papa's Got a Brand New Bag è l'undicesimo album in studio del cantante statunitense James Brown, pubblicato nel 1965.

## Tracce
1. Papa's Got a Brand New Bag (Pt. 1) – 2:08
2. Papa's Got a Brand New Bag (Pt. 2) – 2:11
3. Mashed Potatoes U.S.A. – 2:47
4. Cross Firing – 2:28
5. Love Don't Love Nobody – 2:08
6. I Stay In the Chapel Every Night – 2:45
7. And I Do Just What I Want – 2:29
8. This Old Heart – 2:21
9. Baby, You're Right – 3:10
10. Have Mercy Baby – 2:16
11. You Don't Have To Go – 2:49
12. Doin' the Limbo – 2:31